# Junitoite
La junitoite è un minerale.